# American Automobile Company
American Automobile Company war ein US-amerikanischer Hersteller von Automobilen.

## Unternehmensgeschichte
Das Unternehmen wurde 1899 in New York City gegründet. Die Produktion von Automobilen begann, die als American vermarktet wurden. James Frank Duryea war bis 1900 der Konstrukteur. 1901 endete die Produktion. United Power Vehicle Company übernahm das Unternehmen.

## Fahrzeuge
Das einzige Modell war ein offener Viersitzer. Besonderheiten waren der Dreizylindermotor sowie die Möglichkeit, den Motor vom Fahrersitz aus zu starten.